# Taurhynchus antidomus
Taurhynchus antidomus là một loài ruồi trong họ Asilidae. Taurhynchus antidomus được Walker miêu tả năm 1849.